# Jeep Cherokee
De Jeep Cherokee is een serie SUV's geproduceerd door de Amerikaanse autofabrikant Jeep van 1974 tot 2023. De wagen is vernoemd naar de Cherokee-stam van inheemse Amerikanen.
Oorspronkelijk werd de Cherokee op de markt gebracht als de sportieve tweedeursvariant van de Jeep Wagoneer, die meer ruimte bood dan de CJ-5 en over offroad-capaciteiten beschikte. De term "sport(s) utility vehicle" werd voor het eerst gebruikt in de Cherokee-verkoopbrochure uit 1974.
De Cherokee is over vijf generaties geëvolueerd van een grote SUV naar een van de eerste compacte SUV's en uiteindelijk naar een crossover SUV. In februari 2023 rolde de laatste Jeep Cherokee van de band.

## Eerste generatie (1974-1983)
De eerste generatie Cherokee (SJ) was gebaseerd op de tweedeurs Jeep Wagoneer, maar met een licht hertekende carrosserie waarbij de C-stijl van de auto werd geëlimineerd. In plaats daarvan had de Cherokee een veel bredere D-stijl en een enkele, lange vaste zijruit aan de achterkant met een optioneel uitklapbaar gedeelte. Van 1963 tot 1967 was er al eens een tweedeursversie van de Jeep Wagoneer, hoewel deze dezelfde stijl- en raamconfiguratie had als de vierdeurs Wagoneer. De Cherokee verving de Jeepster Commando en sprak een jonger publiek aan dan de Wagoneer, die meer als een gezins-SUV werd beschouwd. In 1977 werd er een vierdeurs-variant aan het assortiment toegevoegd.
De wagens werden aangedreven door een AMC 4,2-liter zes-in-lijnmotor met 112 pk, een AMC 5,9-liter V8-motor met 177 pk of 198 pk, een AMC 6,6-liter V8-motor met 218 pk of een turbo dieselmotor van Zeitgeist/Peugeot, al is die laatste eerder een zeldzaamheid. Met de 6,6-liter V8-motor haalde de Cherokee een topsnelheid van meer dan 160 km/u. Vanaf eind 1978 werd de 6,6-liter V8-motor niet meer aangeboden. Na de overname van AMC in 1987 hield Chrysler de 5,9-liter V8-motor tot 1991 in productie voor de Jeep Grand Wagoneer.
De motoren waren gekoppeld aan een manuele versnellingsbak met vier versnellingen. Tot 1979 was ook een optionele drietraps "Turbo-Hydramatic" automatische transmissie van General Motors leverbaar. Na 1979 werd deze transmissie vervangen door een optionele "TorqueFlite" automatische transmissie van Chrysler. Exemplaren met vierwielaandrijving gebruikten een Dana 20 tussenbak in combinatie met de manuele versnellingsbak, terwijl exemplaren met een automatische transmissie het permanente QuadraTrac-systeem met vierwielaandrijving kregen.

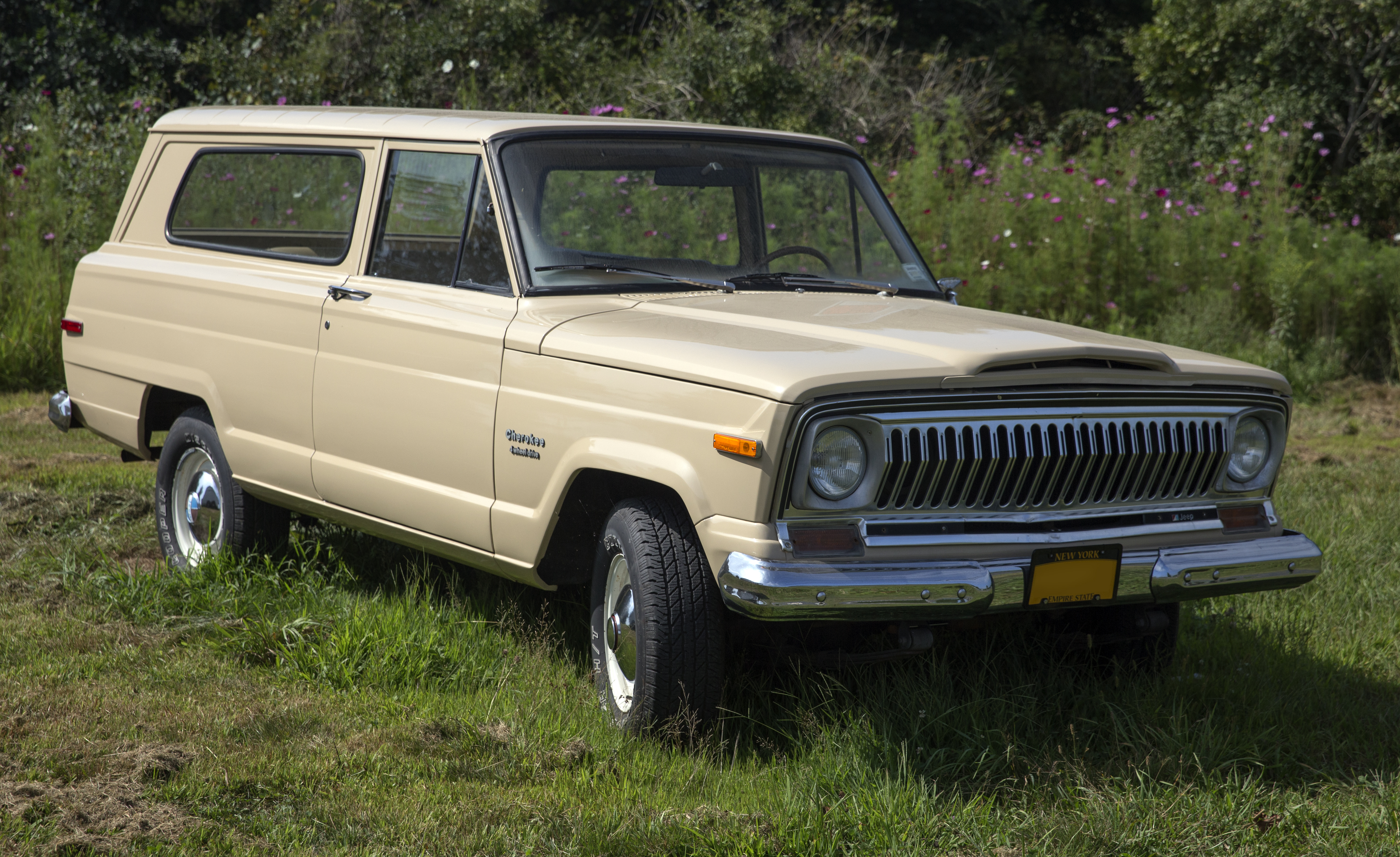
Jeep Cherokee (1975)
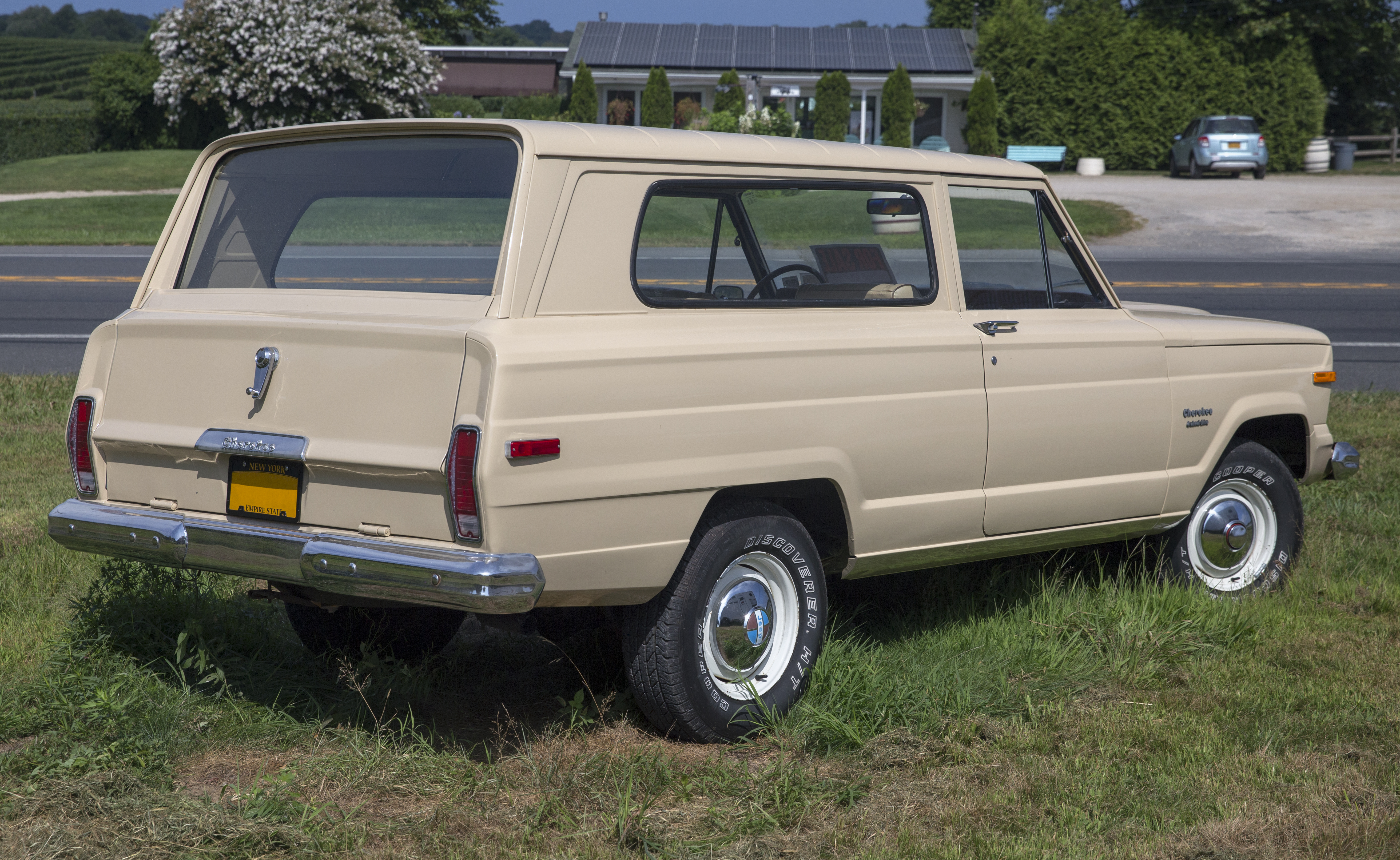
Jeep Cherokee (1975), achteraanzicht

## Tweede generatie (1983-2001)
De tweede generatie Cherokee (XJ) werd in de Verenigde Staten verkocht van 1983 tot 2001 en in de rest van de wereld zelfs tot 2014. Het was de eerste Amerikaanse terreinwagen met een zelfdragende carrosserie, verkrijgbaar in twee- of vierdeursversie met achterwielaandrijving of vierwielaandrijving. Jeep bracht de XJ op de markt als Sportwagon, een voorloper van de moderne SUV. Andere autofabrikanten merkten al snel op dat dit Jeep-ontwerp gewone auto's begon te vervangen, wat aanleiding gaf tot heel wat concurrerende modellen.
Een variant op de Cherokee was de Jeep Wagoneer die van 1983 tot 1990 aangeboden werd. Deze had niets te maken met de gelijknamige grote Grand Wagoneer-modellen die al eerder deze naam gebruikten. De Wagoneer was verkrijgbaar in een basisversie en een "Limited"-versie, maar de basisversie werd al snel stopgezet. De compacte XJ Wagoneer onderscheidde zich van de Cherokee door zijn ander radiatorrooster en kleiner "Jeep"-embleem. In 1986 kreeg De Wagoneer dubbele verticaal geplaatste koplampen en andere richtingaanwijzers. Ook de achterlichten waren anders. De "Limited"-versie was naast de standaarduitrusting voorzien van airconditioning, cruisecontrol, bekrachtigde schijfremmen, een achterruitwisser en -sproeier en een verstelbaar stuur.
Het motorenaanbod voor de XJ bestond uit drie benzine- en twee dieselmotoren: een 2,5L vier-in-lijnmotor van AMC met een motorvermogen variërend van 105 tot 130 pk, een 2,8L V6-motor van Chevrolet met 110 of 115 pk en een 4,0L zes-in-lijnmotor van AMC met een vermogen van 173 tot 190 pk.  De dieselmotoren waren een 2,1L viercilinder turbodieselmotor van Renault met 85 pk of een 2,5L viercilinder turbodieselmotor van VM Motori met 114 pk.
In 1997 kreeg de XJ een facelift. Zowel de twee- als de vierdeurs carrosserieën bleven in productie en kregen een stalen achterklep, vernieuwde achterlichten, extra plastic lijstwerk langs de deuren en een nieuwe, meer aerodynamische neus. Ook het interieur werd aangepakt, inclusief een nieuw instrumentenpaneel. De stijvere zelfdragende carrosserie zorgde voor een betere geluidsisolatie en minder trillingen. Halverwege 1999 kregen voertuigen met de 4,0 L-motor een nieuw inlaatspruitstuk om te kunnen voldoen aan strengere emissiecontrolewetten. Zowel de vier- als de zescilindermotoren werden aangeboden tot en met 2000, in 2001 was alleen de zescilinder in lijn beschikbaar. De transmissie, as en verdeelbak zijn overgenomen van de vorige modellen.

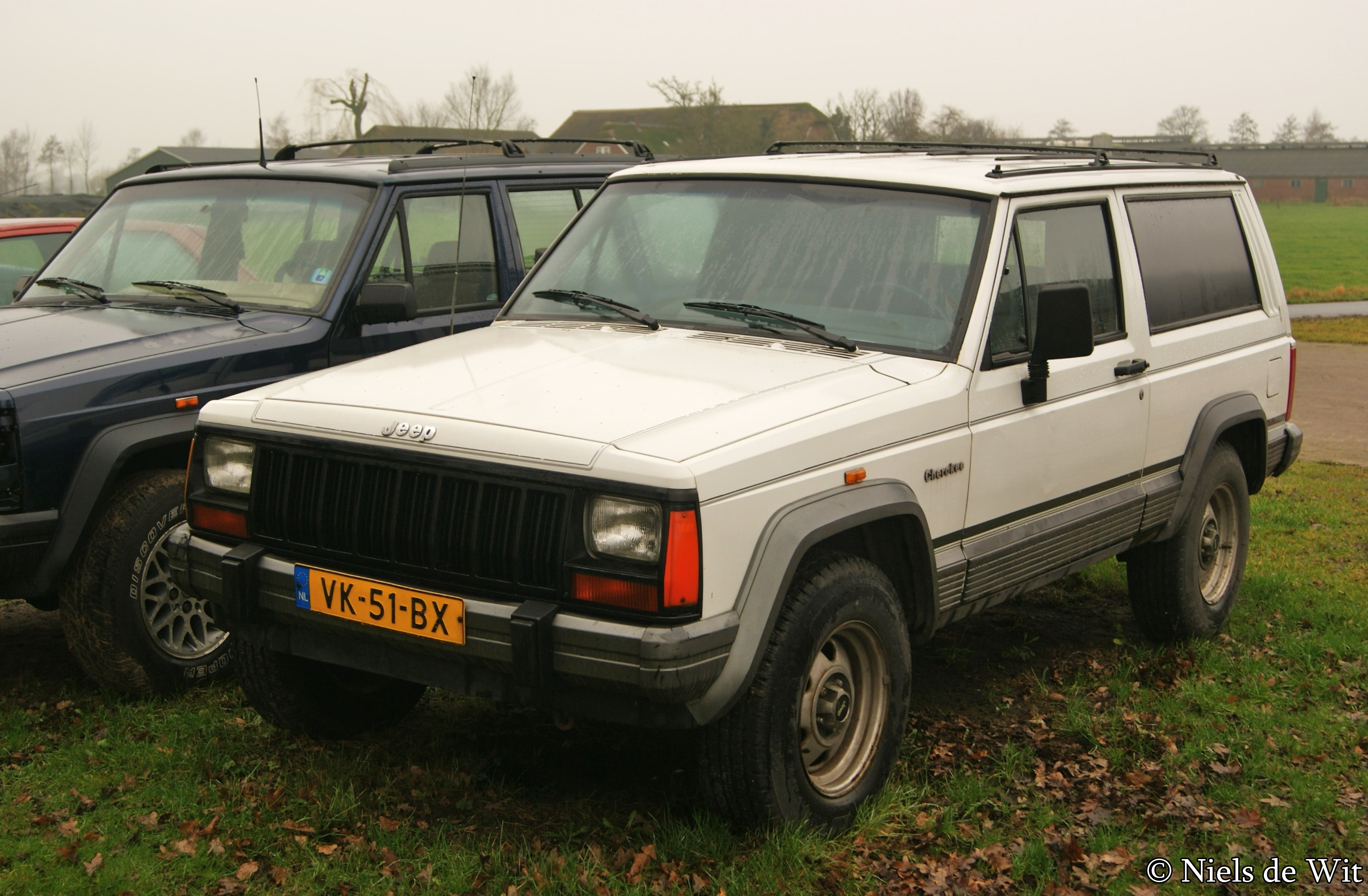
Jeep Cherokee (1983-1997)
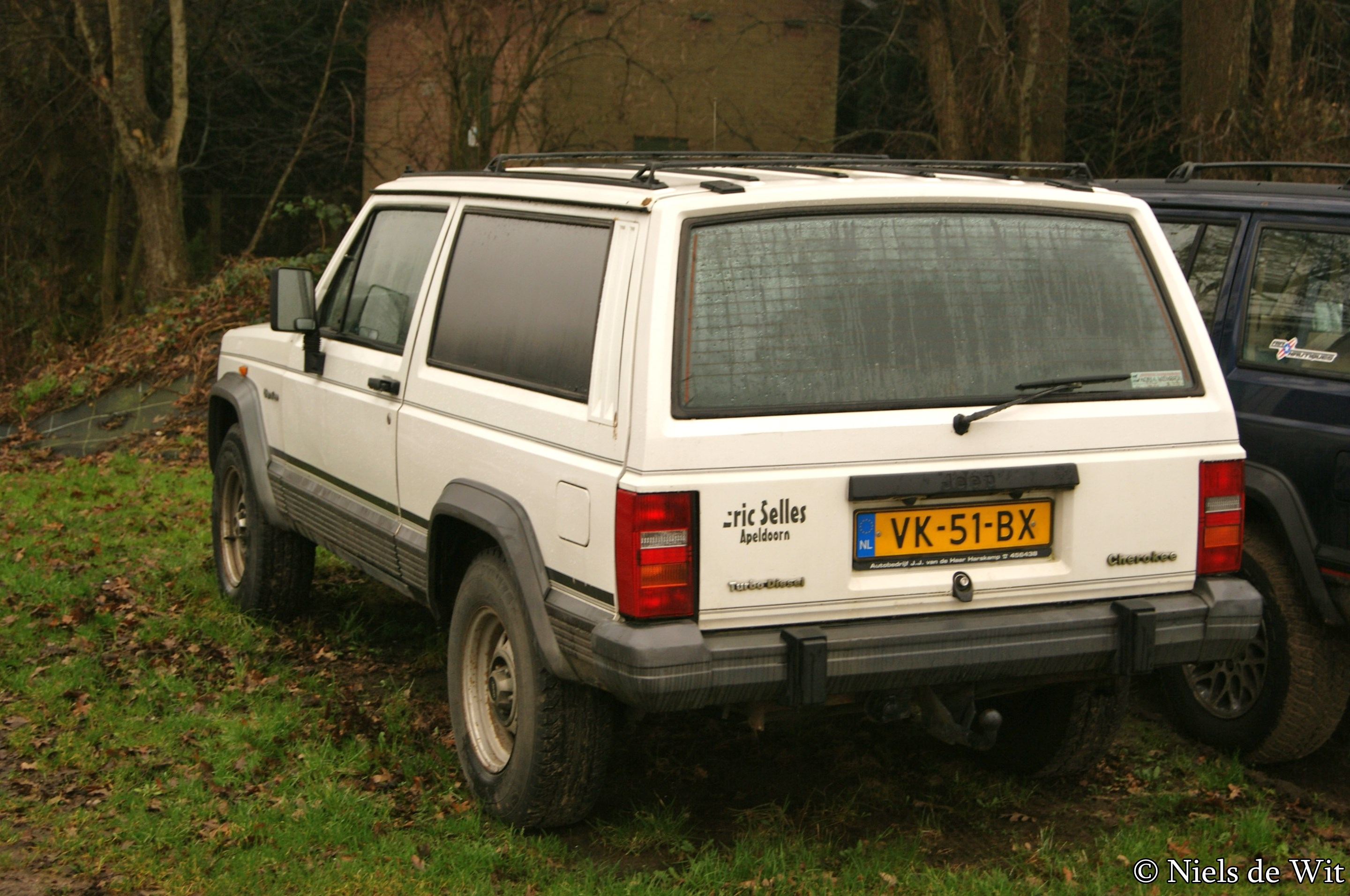
Jeep Cherokee (1983-1997), achteraanzicht
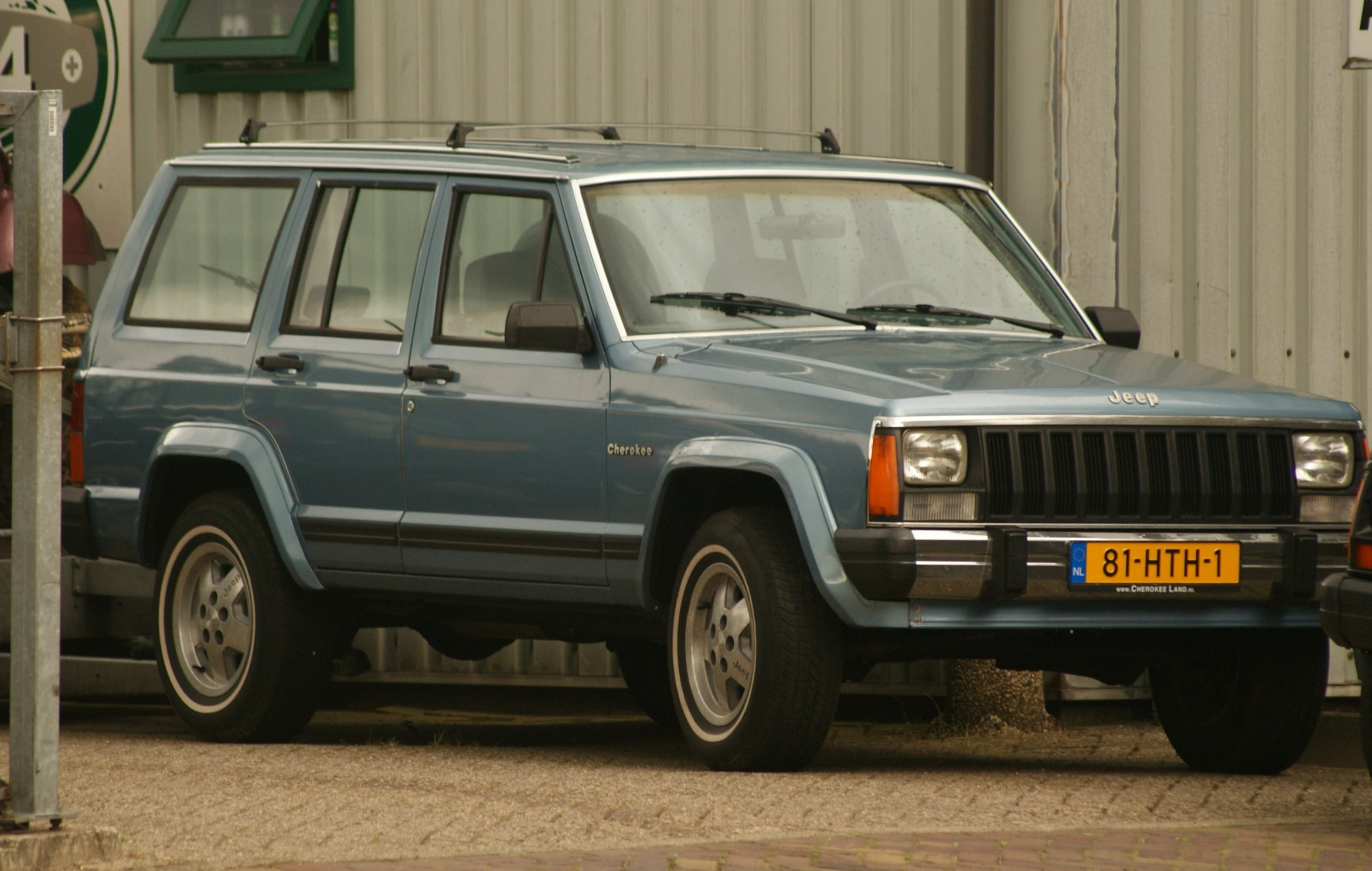
Jeep Cherokee in vierdeursversie (1983-1997)
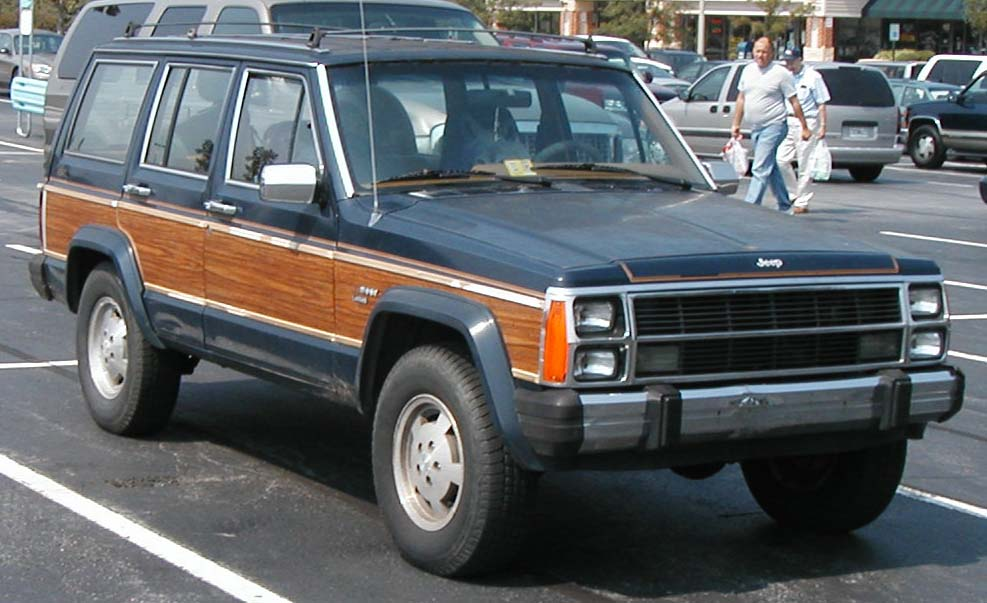
Jeep Wagoneer (1984–1990)
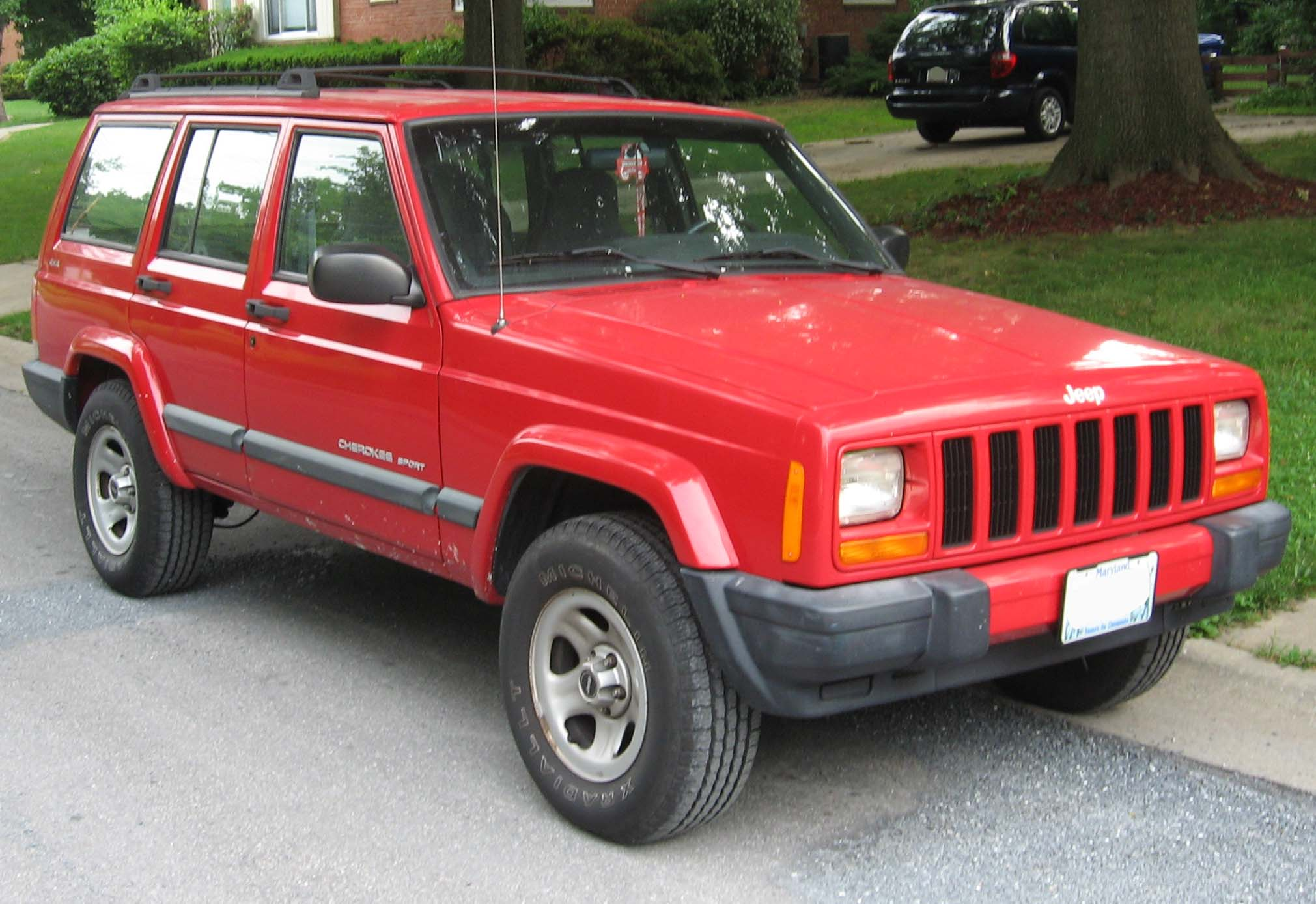
Jeep Cherokee, facelift (1997-2001)

## Derde generatie (2002-2007)
De derde generatie (KJ) kwam in de Verenigde Staten in 2002 op de markt en werd er verkocht als de Jeep Liberty om een duidelijk onderscheid te maken met de Grand Cherokee. Op markten buiten Noord-Amerika werd de wagen als Jeep Cherokee verkocht.
De Liberty bevond zich tussen de Wrangler en Grand Cherokee en bleef tot 2007 de kleinste vierdeurs SUV van Jeep. De derde generatie had een zelfdragende carrosserie en werd geassembleerd in de Toledo North-fabriek in de Verenigde Staten, maar ook in andere landen waaronder Egypte en Venezuela. De Liberty werd aangeboden in drie uitrustingsniveaus: Sport, Renegade en Limited Edition. Deze ware allemaal verkrijgbaar met achterwielaandrijving of vierwielaandrijving. 
Het was de eerste Jeep die de gebruik maakte van twee nieuwe PowerTech-motoren van Chrysler: de 150 pk (110 kW) 2,4-liter vier-in-lijn, die werd stopgezet in 2006, en de 210 pk (160 kW) 3,7-liter V6, gekoppeld aan een vier- of vijftraps automaat of een manuele vijf- of zesbak.
In 2005 kreeg de Liberty een facelift met een gewijzigd radiatorrooster en robuustere bumpers. Naast de bezinemotoren was er nu ook een 160 pk (120 kW) 2,8-liter vier-in-lijn common rail turbodieselmotor van VM Motori beschikbaar. In 2007 werd deze dieselmotor niet langer aangeboden vanwege strengere federale emissienormen in de Verenigde Staten.

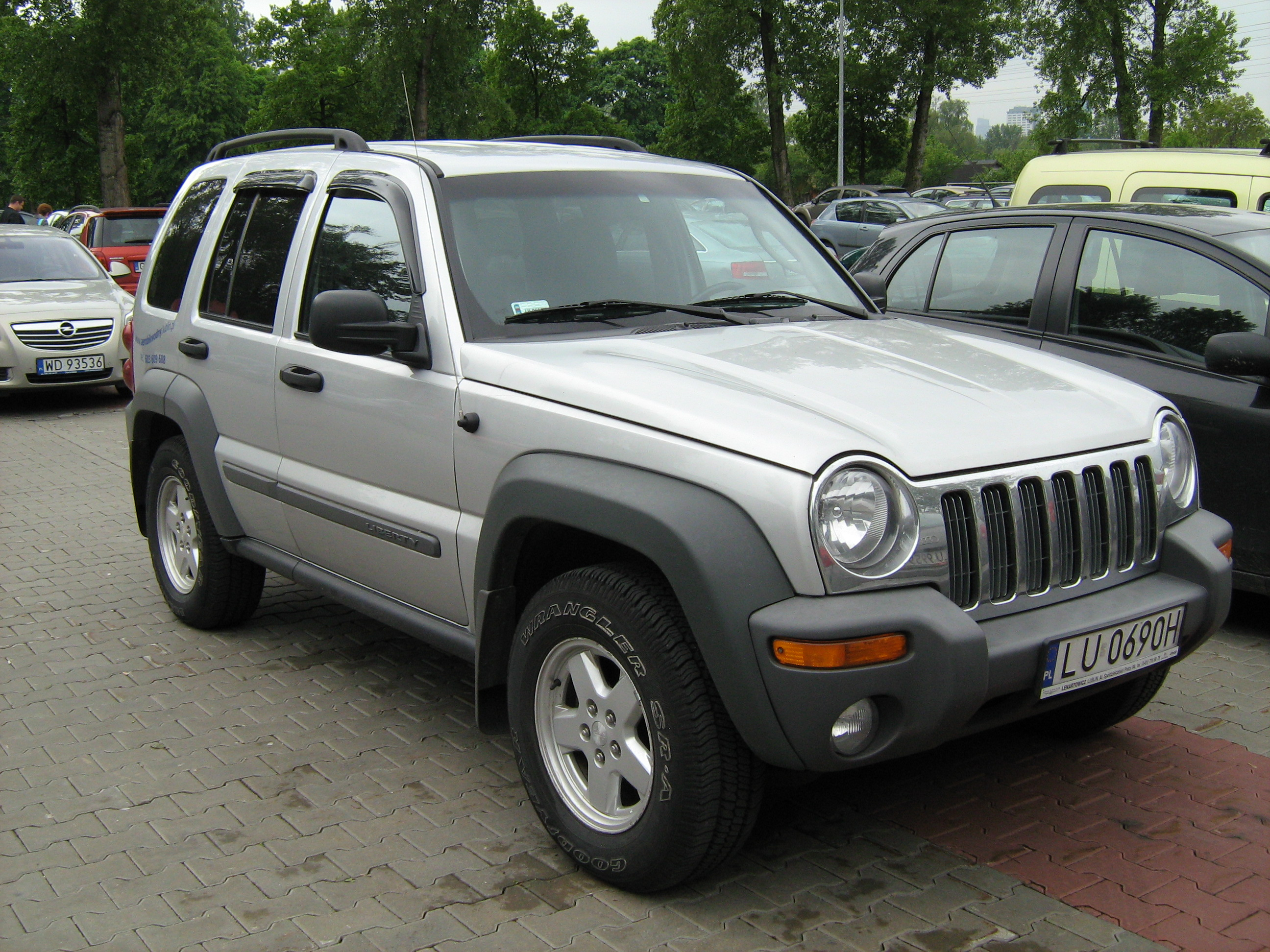
Jeep Liberty (KJ)
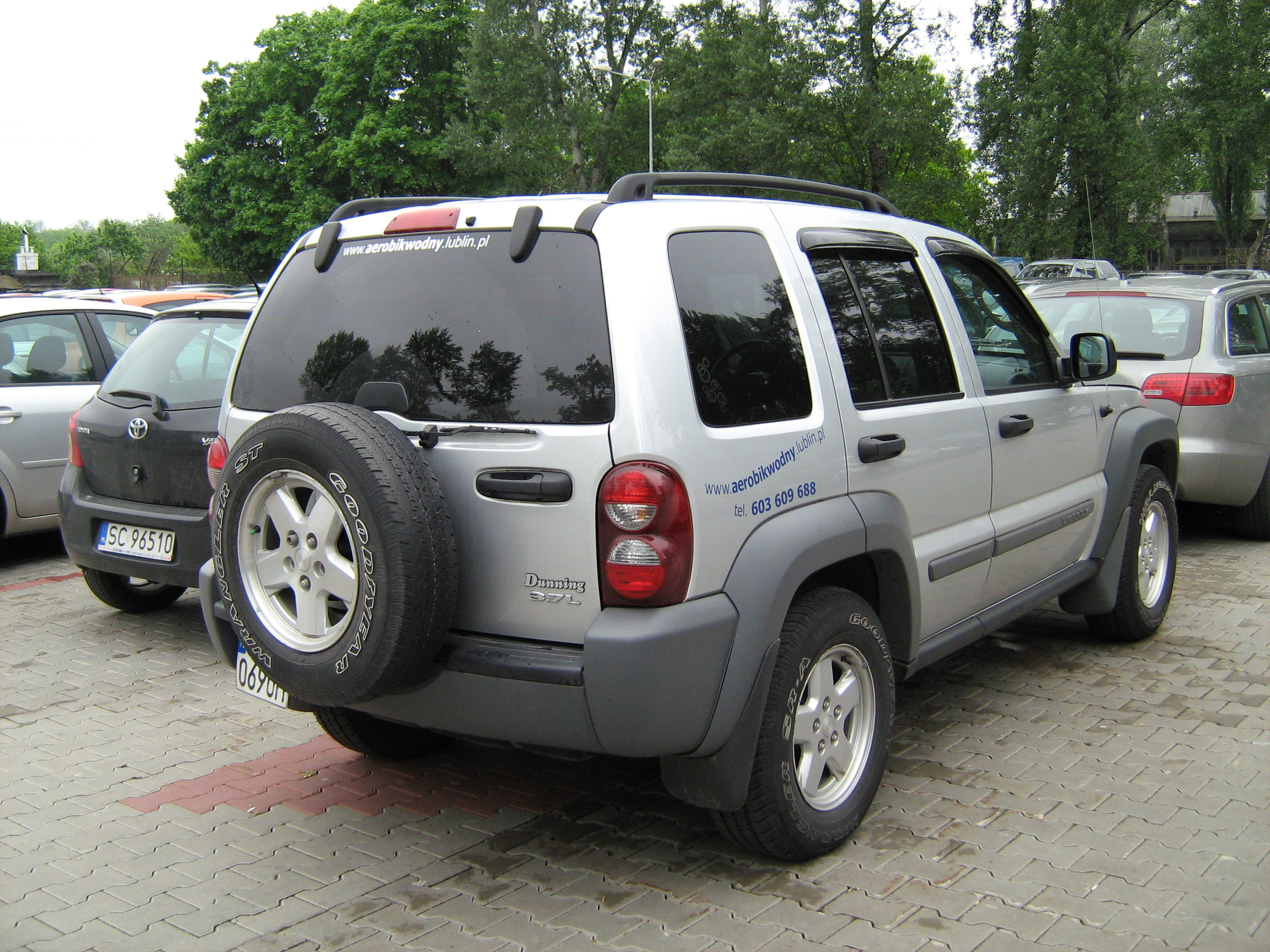
Jeep Liberty (KJ), achteraanzicht
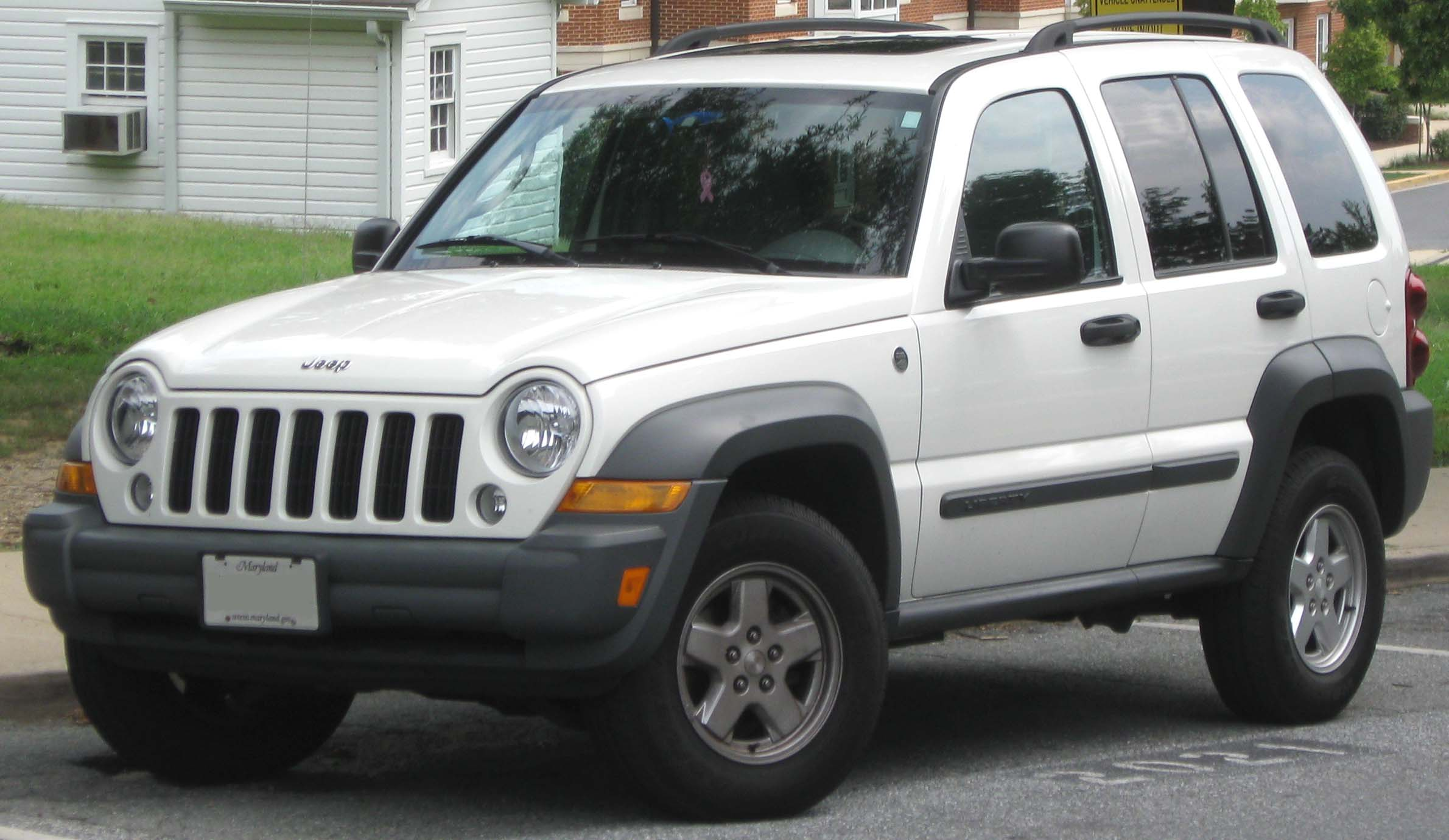
Jeep Liberty (KJ), facelift
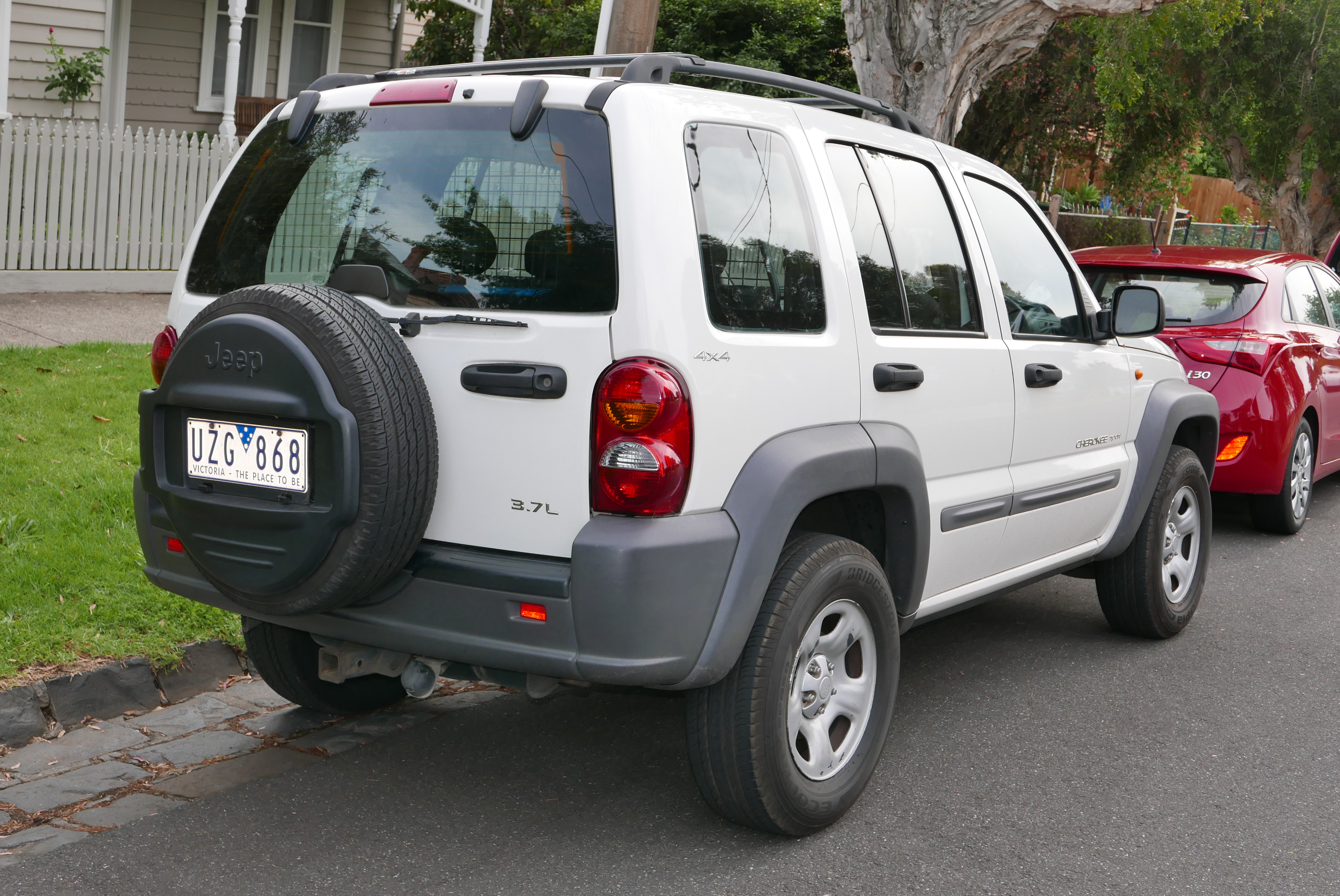
Australische Jeep Cherokee (KJ) Sport Wagon
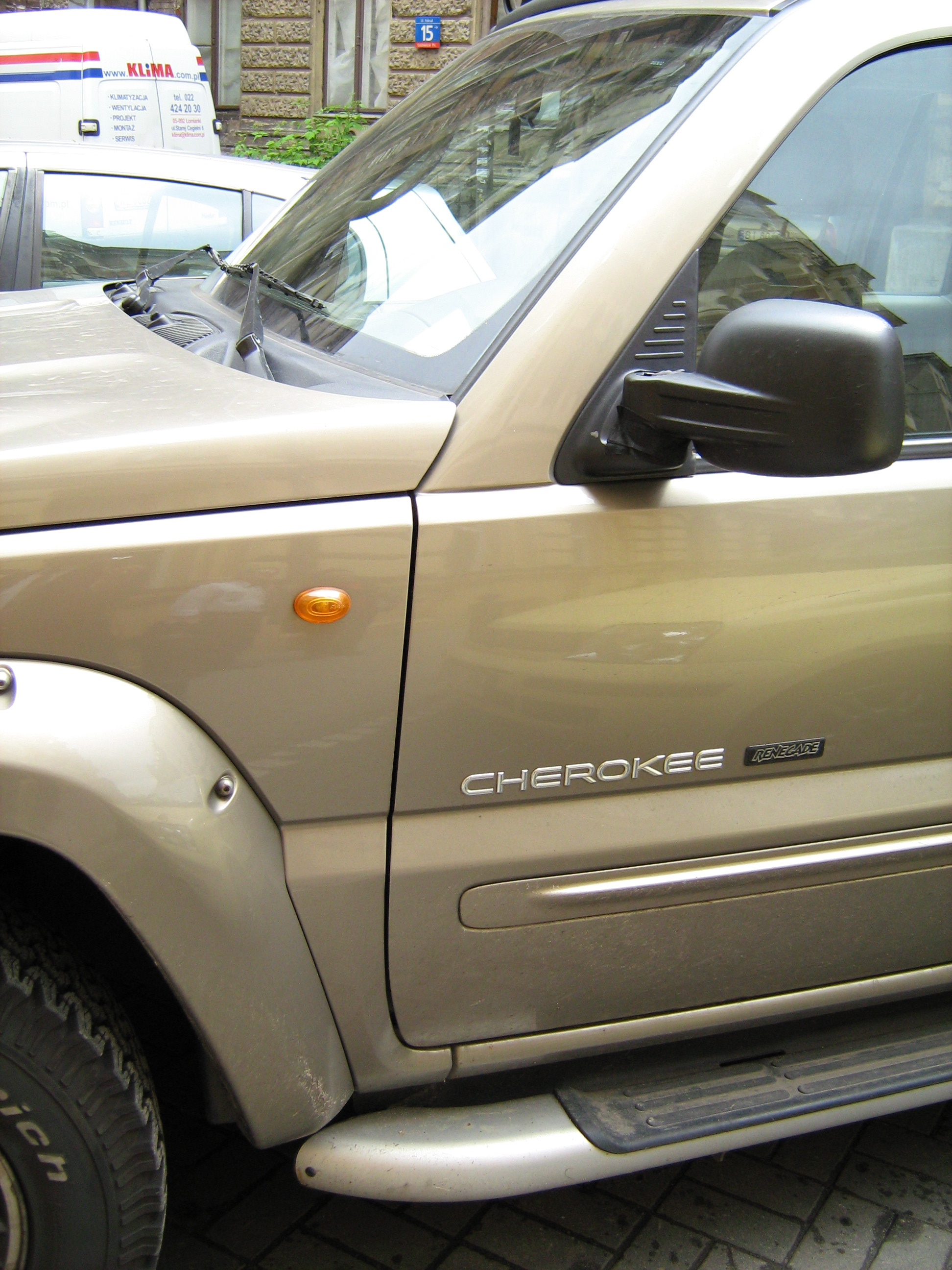
Europese Jeep Cherokee Renegade

## Vierde generatie (2008-2012)
De vierde generatie (KK) uit 2008 kreeg een volledig nieuw ontwerp en werd in Noord-Amerika nog steeds als de Jeep Liberty verkocht. Dit model werd er ook een tijdlang door Dodge op de markt gebracht als de Dodge Nitro.
Omdat Jeep ondertussen ook de kleinere Patriot en Compass in zijn aanbod had, werd de viercilindermotor uit het aanbod van de Cherokee geschrapt. Jeep schrapte ook de dieselmotor voor de Amerikaanse markt omdat deze niet kon voldoen aan de strengere emissienormen uit 2007, waardoor de V6 de enige overgebleven motor werd. Deze motor werd gekoppeld aan een handgeschakelde zesversnellingsbak of een viertraps automatische versnellingsbak. In Europa werd de 2,8-liter turbodieselmotor wel aangeboden.
De standaarduitrusting omvatte elektronische stabiliteitscontrole met rolbeperking, tractiecontrole en antiblokkeerremmen met remassistentie. Nieuwe functies waren onder meer standaard zijairbags. De optielijst omvatte ruitenwissers met regensensor, satellietradio, bluetooth, een navigatiesysteem en een entertainmentsysteem.
In 2011 kreeg het interieur een facelift in de stijl van het interieur van de nieuwe Jeep Grand Cherokee (WK2) uit 2011, met nieuwe infotainmentsystemen die draadloze audiostreaming (A2DP) en achteruitrijcamera's ondersteunden. Aan de buitenkant van de auto werd niets gewijzigd.

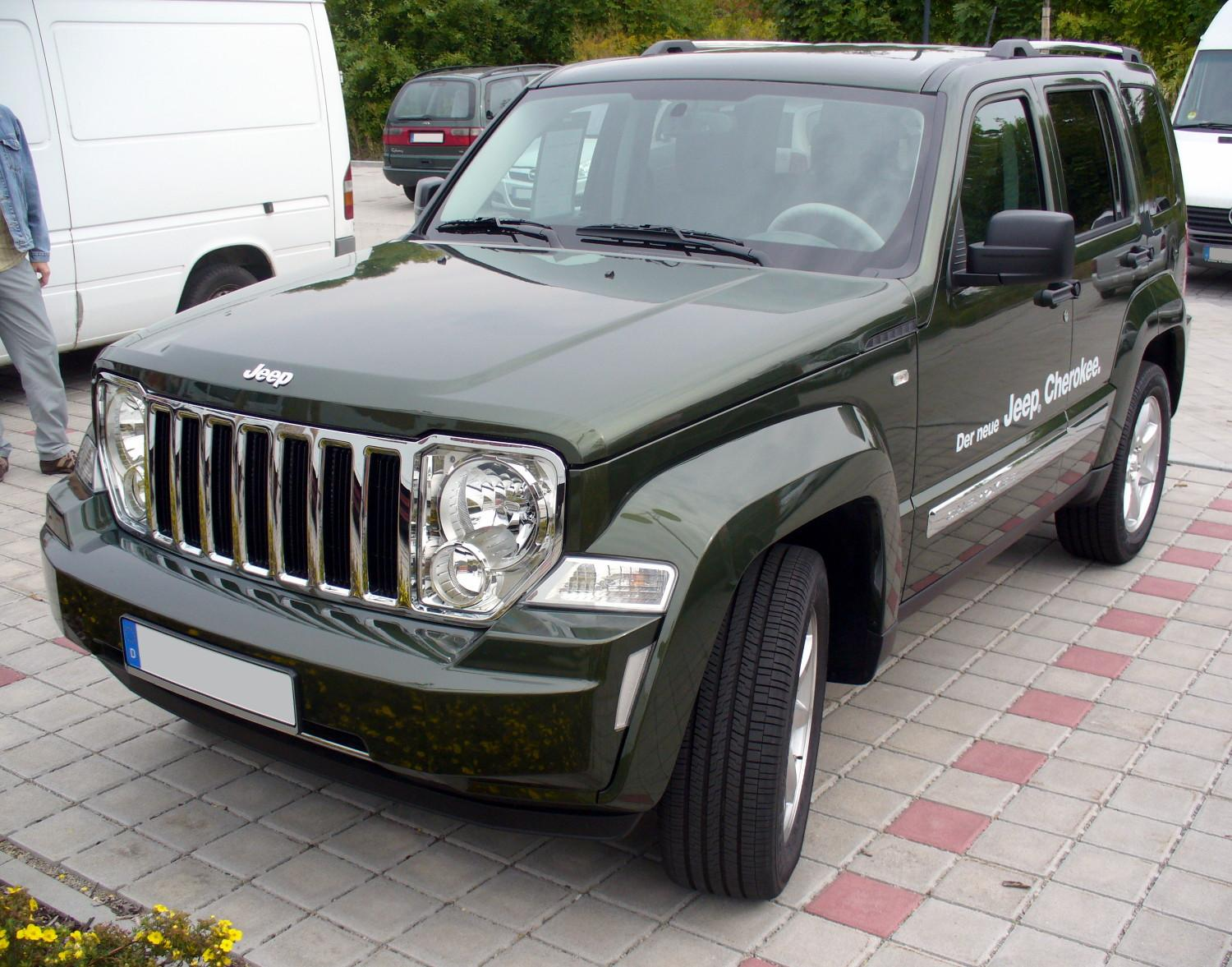
Jeep Liberty (KK)
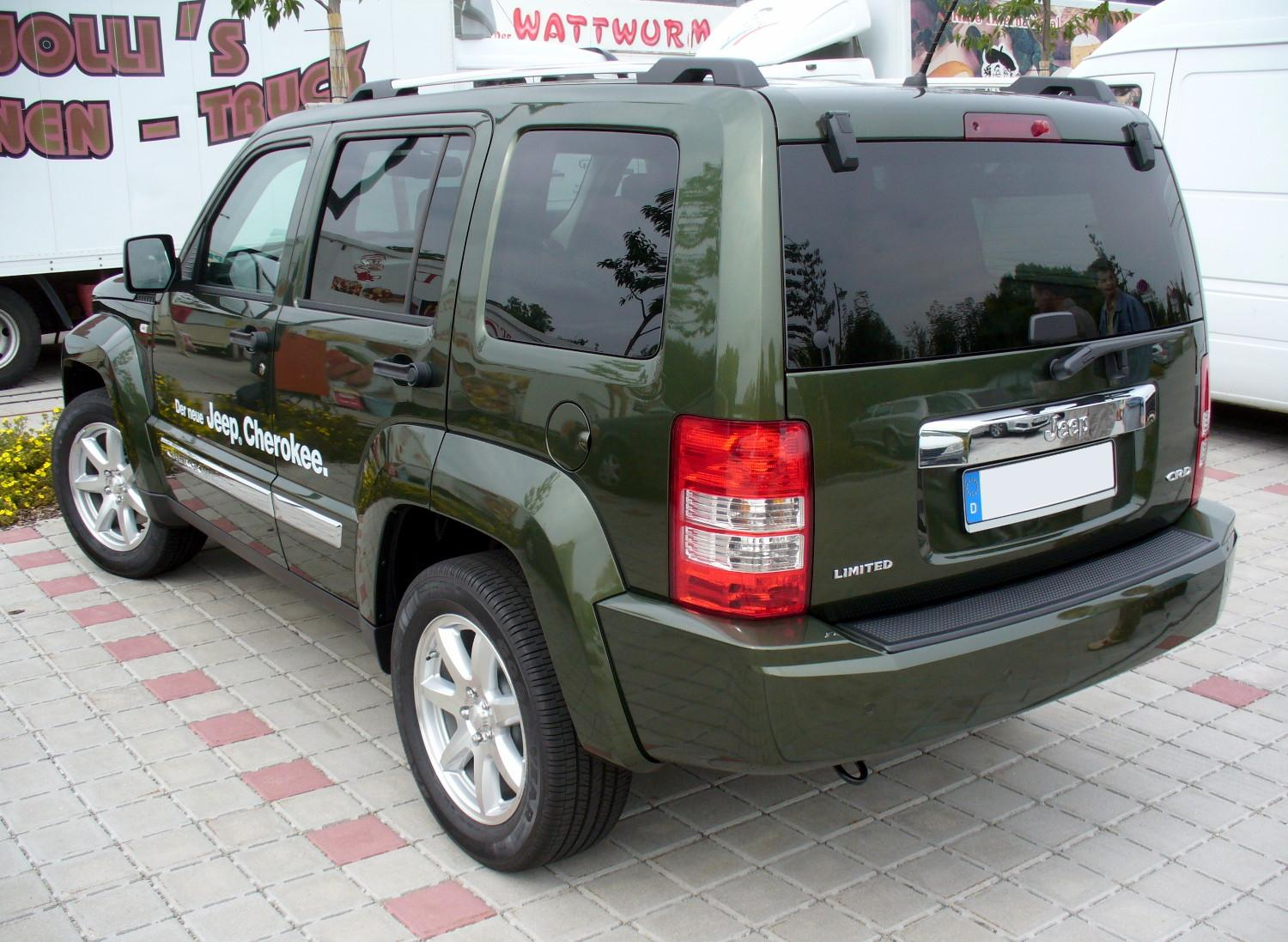
Jeep Liberty (KK), achteraanzicht

## Vijfde generatie (2013-2023)
Met de vijfde generatie keerde ook de naam Cherokee terug op de Noord-Amerikaanse markt. De Cherokee (KL) werd op de New York International Auto Show in 2013 voorgesteld als een middelgrote CUV. Deze Cherokee is het eerste voertuig van Jeep dat op het Compact Platform van FIAT gebaseerd is.
De vijfde generatie Cherokee werd aangedreven door een 187 pk (138 kW) 2,4-liter vier-in-lijnbenzinemotor van Chrysler. Optioneel kon ook de nieuwe 185 pk (136 kW) 3,2-liter V6 van Chrysler geleverd worden. Op sommige markten waren 2,2-liter turbodieselmotoren van FIAT beschikbaar met 185 pk (136 kW) of 200 pk (147 kW). Amerikaanse modellen beschikten over een 9-traps automaat, Europese modellen hadden een manuele zesbak.
In 2019 kreeg de Cherokee (KL) een facelift, waarbij het radiatorrooster iets lager was geplaatst om grotere koplampen met LED-dagrijlichten mogelijk te maken. De richtingaanwijzers werden geïntegreerd in de koplampen vooraan. De achterkant leek sterk op de achterkant van de tweede generatie Jeep Compass, met vergelijkbare LED-achterlichten.

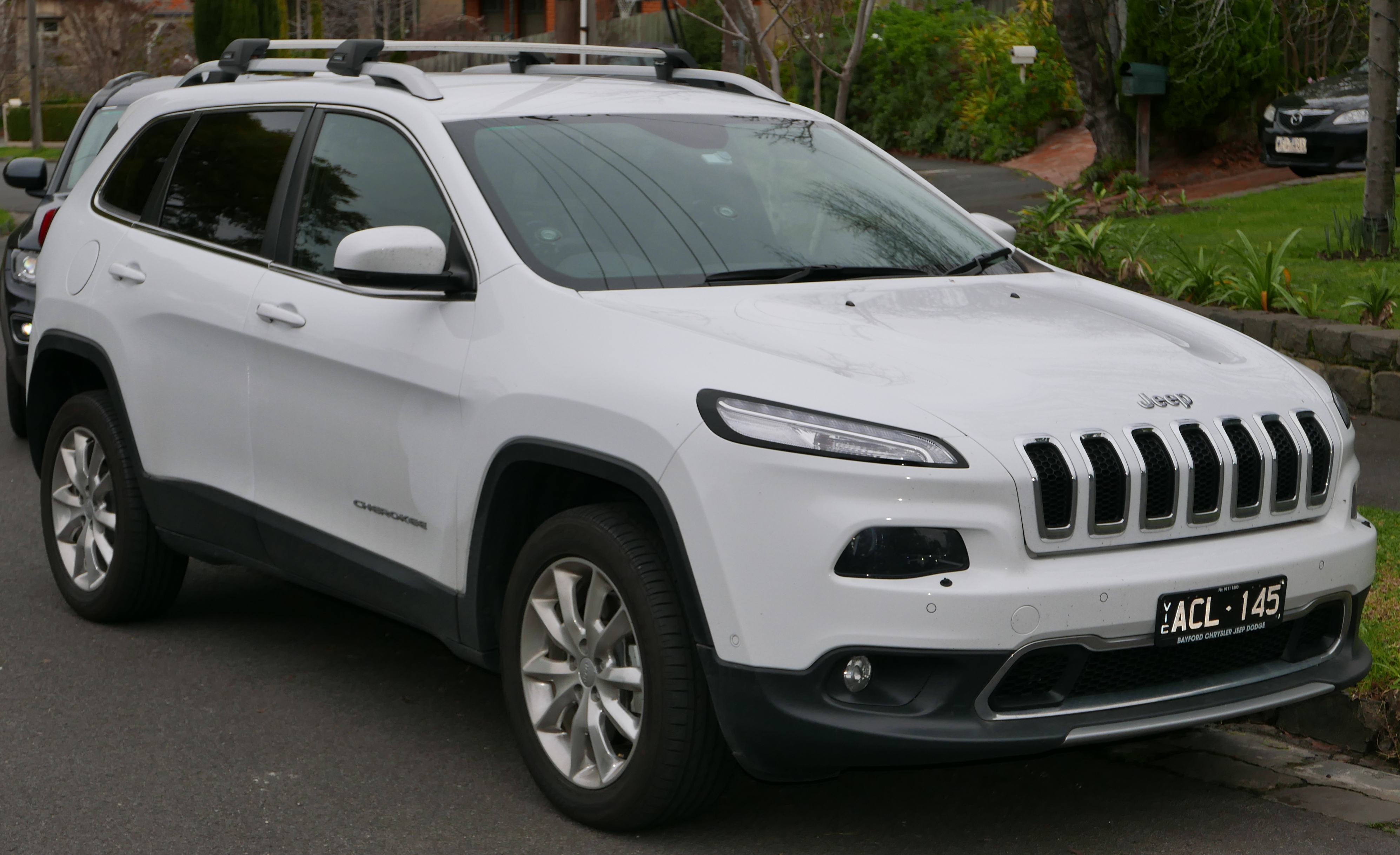
Jeep Cherokee (KL)
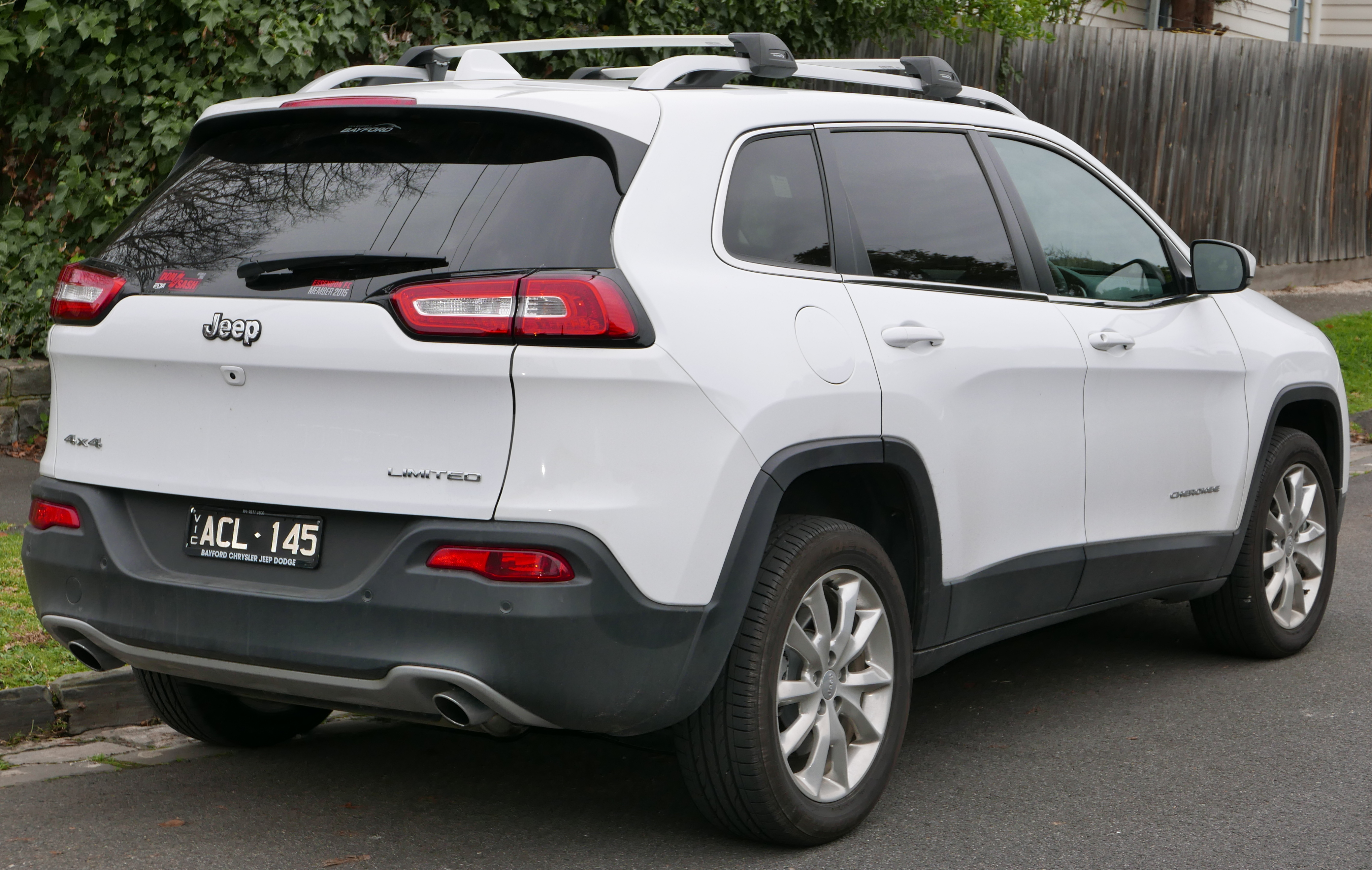
Jeep Cherokee (KL), achteraanzicht
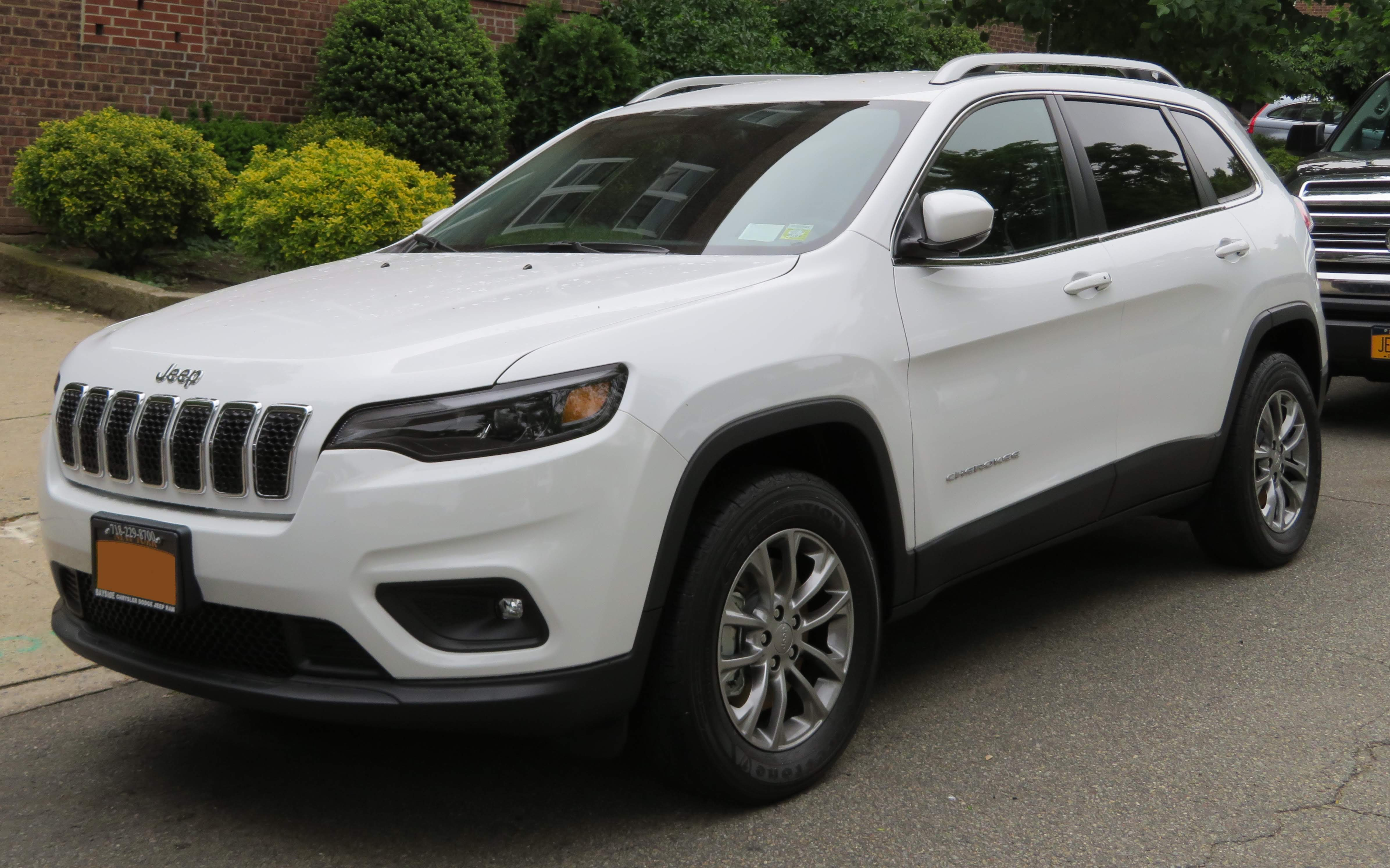
Jeep Cherokee (KL), facelift
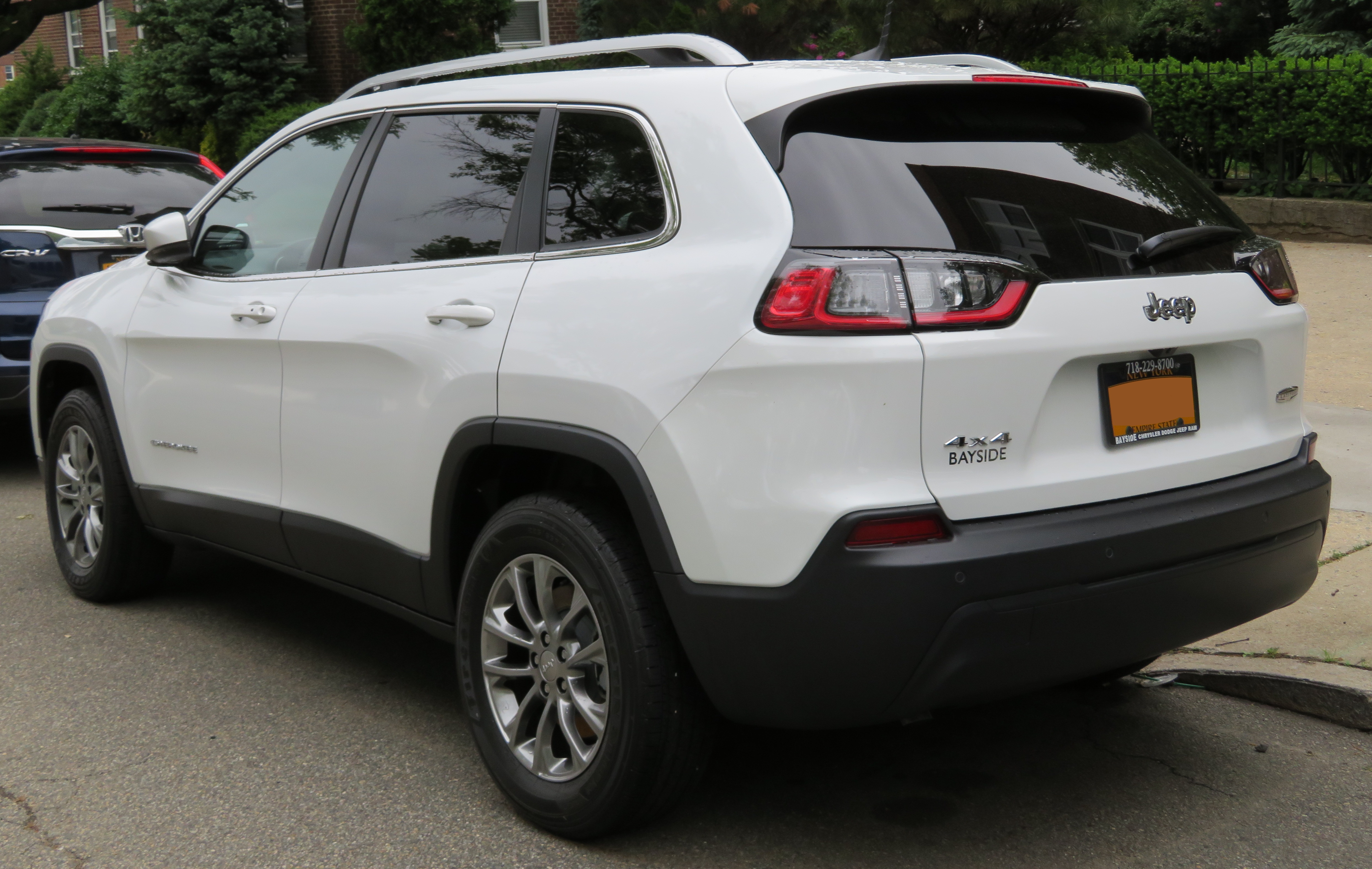
Jeep Cherokee (KL), facelift achteraanzicht